# Žalosna vrba
Žalosna vrba (lat. Salix babylonica) je bjelogorična vrsta drveća iz porodice vrba (lat. Salicaceae).

## Rasprostranjenost
Porijekom je iz sjeverne Kine. Raširena je po Aziji, Europi i Sjevernoj Americi. Došla je u Europu, putom svile. Sadi se u parkovima, vrtovima i na grobljima. I to ženski primjerci.

## Izgled
Raste kao drvo visoko do 15 m. Izbojci su vrlo dugi, tanki i vise. Lišće je 8 do 15 cm dugo, odozdo sivo-zeleno, golo, kad uvene posmeđi. Prašnika su 2. U cvjetovima su po 2 žlijezde. Rese su na postranim mladicama. Cvate za ili iza listanja. Cvjetni priperci su žuti, ujednačene boje. Oprašivanje vrše kukci. Supke su sitne, eliptične.

## Kultivari i hibridi
Još iz domovine Kine potječe česti kultivar žalosne vrbe je Salix babylonica 'Pendula'. Ima jako spuštene grane. Većina žalosnih vrba izvan Kine su hibridi ovog kultivara s bijelom vrbom pa nastane hibrid žalosne vrbe (Salix × sepulcralis Simonk.) ili s krhkom vrbom pa nastane hibrid (Salix × pendulina Wenderoth). Česti kultivar je Salix × sepulcralis 'Chrysocoma', žute boje.

## Galerija
- Lišće žalosne vrbe
- Stablo žalosne vrbe
- Drvored u Kini
- Ilustracija žalosne vrbe

## Vanjske poveznice
|  | Zajednički poslužitelj ima stranicu o temi Salix babylonica    |
|  | Zajednički poslužitelj ima još gradiva o temi Salix babylonica |
|  | Wikivrste imaju podatke o taksonu Salix babylonica             |